# مجلس النواب البحريني 2022
مجلس النواب البحريني 2022 (الفصل التشريعي السادس) من 12 ديسمبر 2022 حتى الأن، أجريت أنتخابات المجلس على جولتين الجولة الأولى للأنتخابات في يوم السبت 12 نوفمبر 2022 حيث فاز خلالها 6 مرشحين وجولة الأعادة في يوم السبت 19 نوفمبر 2022 في الدوائر الأنتخابية التي يحسم فيها الفائزين لعدم تحقق الأغلبية المطلقة للأصوات، وأنتخب المجلس في جلسته الأولى التي عقدت يوم الأثنين 12 ديسمبر 2022 أحمد سلمان المسلم رئيساً للمجلس وعبدالنبي سلمان أحمد نائباً أول للرئيس وأحمد عبدالواحد قراطة نائباً ثانياً للرئيس.

## انتخابات مجلس النواب
في يوم الخميس 8 سبتمبر 2022 أصدر صاحب الجلالة الملك حمد بن عيسى آل خليفة ملك مملكة البحرين أمر ملكي بتحديد يوم السبت 12 نوفمبر 2022 موعداً للانتخابات النيابية وكما حدد الأمر الملكي يوم السبت 19 نوفمبر 2022 موعداً لإعادة الانتخاب في حال عدم التمكن من حسم الفائزين لعدم تحقق الأغلبية المطلقة للأصوات في الجولة الأولى للانتخابات  وكما نص الأمر الملكي على فتح باب الترشح للانتخابات خلال الفترة 5 - 9 أكتوبر 2022 وترشح للأنتخابات 174 مرشح من مختلف الدوائر الانتخابية.
وفي يوم السبت 12 نوفمبر 2022 أجريت الجولة الأولى للانتخابات حيث فاز خلال 6 مرشحين من مختلف الدوائر الإنتخابية وهم عبدالنبي سلمان والدكتور هشام العشيري وأحمد المسلم وزينب عبدالأمير، ومحمد جناحي والدكتور علي النعيمي بينما لم يتم التمكن من حسم الفائزين في بقية الدوائر الانتخابية بسبب عدم حصول أصحاب المركز الأول على الأغلبية المطلقة للأصوات حيث أجريت جولة الإعادة في هذه الدوائر في يوم السبت 19 نوفمبر 2022 بين المرشحين الحاصلين على المركز الأول والثاني وفي يوم الأحد 20 نوفمبر 2022 تم الأعلان عن النتائج النهائية للانتخابات
وشهدت تركيبة المجلس تغيراً كبيراً حيث فاز بعضوية المجلس 28 نواب جدد بينما حافظ 7 نواب فقط من مجلس 2018 على عضويتهم في هذا المجلس وهم: عبدالنبي سلمان والدكتور هشام العشيري وزينب عبدالأمير والدكتور علي النعيمي وممدوح الصالح وأحمد السلوم وخالد بوعنق وكما فاز 4 نواب سابقين من مجلس 2014 بعضوية هذا المجلس وهم محمد المعرفي وأحمد قراطة وجلال كاظم ومحمد الأحمد، ونائب سابق من مجلس 2010 وهو الدكتور حسن بوخماس. 
وشهدت تركيبة المجلس وجود 35 عضواً من المستقلين بينما يوجد فقط 5 أعضاء منتمين لجمعيات سياسية وهم: 
عبدالنبي سلمان (جمعية المنبر التقدمي) 
الدكتور مهدي الشويخ (جمعية المنبر التقدمي) 
أيمان حسن شويطر (جمعية المنبر التقدمي) 
محمود فردان (جمعية الرابطة الإسلامية) 
محمد الرفاعي (تجمع الوحدة الوطنية)

## أعضاء مجلس النواب

### أعضاء مجلس النواب منذ 14 سبتمبر 2024 حتى الآن
| الاسم | الدائرة الانتخابية | المحافظة |
| --- | ------------------ | -------- |
| محمد حسين جناحي | الأولى             | العاصمة  |
| أحمد عبدالواحد قراطة | الثانية            | العاصمة  |
| ممدوح عباس الصالح | الثالثة            | العاصمة  |
| الدكتور حسن عيد بوخماس | الرابعة            | العاصمة  |
| أحمد صباح السلوم | الخامسة            | العاصمة  |
| محمود ميرزا فردان | السادسة            | العاصمة  |
| زينب عبدالأمير خليل | السابعة            | العاصمة  |
| جليلة علوي السيد | الثامنة            | العاصمة  |
| محسن علي العسبول | التاسعة            | العاصمة  |
| أيمان حسن شويطر | العاشرة            | العاصمة  |
| عبدالواحد عبدالعزيز قراطة | الأولى             | المحرق   |
| حمد فاروق الدوي | الثانية            | المحرق   |
| محمد جاسم العليوي | الثالثة            | المحرق   |
| هشام عبدالعزيز العوضي | الرابعة            | المحرق   |
| خالد صالح بوعنق | الخامسة            | المحرق   |
| الدكتور هشام أحمد العشيري | السادسة            | المحرق   |
| عبدالله حسن لظاعن | السابعة            | المحرق   |
| أحمد سلمان المسلم | الثامنة            | المحرق   |
| الدكتور مهدي عبدالعزيز الشويخ | الأولى             | الشمالية |
| جلال كاظم المحفوظ | الثانية            | الشمالية |
| وليد جابر الدوسري | الثالثة            | الشمالية |
| حسن أبراهيم حسن | الرابعة            | الشمالية |
| مريم حسن الصائغ | الخامسة            | الشمالية |
| عبدالنبي سلمان أحمد | السادسة            | الشمالية |
| منير إبراهيم سرور | السابعة            | الشمالية |
| عبدالحكيم محمد الشنو | الثامنة            | الشمالية |
| محمد سلمان الأحمد | التاسعة            | الشمالية |
| الشيخ جميل داد ملا حسن | العاشرة            | الشمالية |
| باسمة عبدالكريم مبارك | الحادي عشر         | الشمالية |
| حنان محمد فردان | الثاني عشر         | الشمالية |
| عبدالله خليفة الرميحي | الأولى             | الجنوبية |
| مريم صالح الظاعن | الثانية            | الجنوبية |
| محمد محمد الرفاعي | الثالثة            | الجنوبية |
| محمد يوسف المعرفي | الرابعة            | الجنوبية |
| الشيخ محمد موسى البلوشي | الخامسة            | الجنوبية |
| نجيب حمد الكواري | السادسة            | الجنوبية |
| الدكتور علي ماجد النعيمي | السابعة            | الجنوبية |
| بدر صالح التميمي | الثامنة            | الجنوبية |
| علي صقر الدوسري | التاسعة            | الجنوبية |
| لولوة علي الرميحي | العاشرة            | الجنوبية |
| في يوم السبت 14 سبتمبر 2024 جرت جولة الإعادة للانتخابات التكميلية في الدائرة الأولى بمحافظة المحرق حيث تم انتخاب عبدالواحد عبدالعزيز قراطة عضواً في المجلس عن الدائرة خلفاً للشيخ الدكتور محمد الحسيني الذي أبطلت محكمة التمييز عضويته في 10 يوليو 2024 |                    |          |

### أعضاء مجلس النواب خلال الفترة 12 ديسمبر 2022 حتى 10 يوليو 2024
| الاسم                           | الدائرة الانتخابية | المحافظة |
| ------------------------------- | ------------------ | -------- |
| محمد حسين جناحي                 | الأولى             | العاصمة  |
| أحمد عبدالواحد قراطة            | الثانية            | العاصمة  |
| ممدوح عباس الصالح               | الثالثة            | العاصمة  |
| الدكتور حسن عيد بوخماس          | الرابعة            | العاصمة  |
| أحمد صباح السلوم                | الخامسة            | العاصمة  |
| محمود ميرزا فردان               | السادسة            | العاصمة  |
| زينب عبدالأمير خليل             | السابعة            | العاصمة  |
| جليلة علوي السيد                | الثامنة            | العاصمة  |
| محسن علي العسبول                | التاسعة            | العاصمة  |
| أيمان حسن شويطر                 | العاشرة            | العاصمة  |
| الشيخ الدكتور محمد رفيق الحسيني | الأولى             | المحرق   |
| حمد فاروق الدوي                 | الثانية            | المحرق   |
| محمد جاسم العليوي               | الثالثة            | المحرق   |
| هشام عبدالعزيز العوضي           | الرابعة            | المحرق   |
| خالد صالح بوعنق                 | الخامسة            | المحرق   |
| الدكتور هشام أحمد العشيري       | السادسة            | المحرق   |
| عبدالله حسن لظاعن               | السابعة            | المحرق   |
| أحمد سلمان المسلم               | الثامنة            | المحرق   |
| الدكتور مهدي عبدالعزيز الشويخ   | الأولى             | الشمالية |
| جلال كاظم المحفوظ               | الثانية            | الشمالية |
| وليد جابر الدوسري               | الثالثة            | الشمالية |
| حسن أبراهيم حسن                 | الرابعة            | الشمالية |
| مريم حسن الصائغ                 | الخامسة            | الشمالية |
| عبدالنبي سلمان أحمد             | السادسة            | الشمالية |
| منير إبراهيم سرور               | السابعة            | الشمالية |
| عبدالحكيم محمد الشنو            | الثامنة            | الشمالية |
| محمد سلمان الأحمد               | التاسعة            | الشمالية |
| الشيخ جميل داد ملا حسن          | العاشرة            | الشمالية |
| باسمة عبدالكريم مبارك           | الحادي عشر         | الشمالية |
| حنان محمد فردان                 | الثاني عشر         | الشمالية |
| عبدالله خليفة الرميحي           | الأولى             | الجنوبية |
| مريم صالح الظاعن                | الثانية            | الجنوبية |
| محمد محمد الرفاعي               | الثالثة            | الجنوبية |
| محمد يوسف المعرفي               | الرابعة            | الجنوبية |
| الشيخ محمد موسى البلوشي         | الخامسة            | الجنوبية |
| نجيب حمد الكواري                | السادسة            | الجنوبية |
| الدكتور علي ماجد النعيمي        | السابعة            | الجنوبية |
| بدر صالح التميمي                | الثامنة            | الجنوبية |
| علي صقر الدوسري                 | التاسعة            | الجنوبية |
| لولوة علي الرميحي               | العاشرة            | الجنوبية |

## الجلسة الأولى
في مساء يوم الأثنين 12 ديسمبر 2022 عقد مجلس النواب جلسته الأولى لدور الأنعقاد العادي الأول وذالك بعد أن تفضل صاحب الجلالة الملك حمد بن عيسى آل خليفة ملك مملكة البحرين عصر نفس اليوم بأفتتاح دور الأنعقاد الأول من الفصل التشريعي السادس لمجلسي الشورى والنواب  ، وترأست الجلسة في البداية لولوة علي الرميحي بصفتها أكبر الأعضاء سناً وذالك لحين أنتخاب الرئيس.
وخلال الجلسة أدى أعضاء المجلس اليمين الدستورية وكما أنتخاب المجلس أحمد سلمان المسلم رئيساً لمجلس النواب بعد حصوله على 34 صوتاً مقابل 6 أصوات لمحمد يوسف المعرفي
وخلال الجلسة أنتخاب المجلس عبدالنبي سلمان أحمد نائباً أول لرئيس لمجلس النواب بعد حصوله في على 27 صوت مقابل 8 أصوات لمحمود ميرزا فردان و5 أصوات لجلال كاظم المحفوظ.
وخلال الجلسة أنتخاب المجلس أحمد عبدالواحد قراطة نائباً ثانياً لرئيس لمجلس النواب بعد حصوله في جولة الإعادة على 22 صوت مقابل 18 صوت الدكتور حسن عيد بوخماس وكان قعد شهدث الجولة الأولى حصول الدكتور حسن بوخماس على 19 صوتاً وأحمد قراطة على 16 صوتاً وعبدالله الرميحي على 5 أصوات وبذالك لم تتحق الأغلبية المطلقة للأصوات خلال هذه الجولة حيث تم أعادة الأنتخاب بين أحمد قراطة والدكتور حسن بوخماس

## أدوار الانعقاد

### قائمة أدوار انعقاد مجلس النواب البحريني 2022
| دور الإنعقاد        | بداية الفترة   | نهاية الفترة |
| ------------------- | -------------- | ------------ |
| دور الانعقاد الأول  | 12 ديسمبر 2022 | 4 يونيو 2023 |
| دور الانعقاد الثاني | 8 أكتوبر 2023  | 7 مايو 2024  |
| دور الإنعقاد الثالث | 13 أكتوبر 2024 | حتى الآن     |